# La Route de l'or
Pour les articles homonymes, voir Route de l'or (homonymie).
La Route de l'or (titre original : The King's Fifth) est un roman pour la jeunesse de Scott O'Dell paru en 1966. Il adopte le point de vue d'un adolescent espagnol qui observe, en participant à la colonisation espagnole de l'Amérique, l'impact des Européens à la recherche de l'or sur la vie des populations du Nouveau-Continent.
Il est aujourd'hui connu pour avoir inspiré la série d'animation franco-japonaise Les Mystérieuses Cités d'or, diffusée de 1982 à 1983.
Il existe une adaptation française, plus respectueuse du roman : long-métrage d'animation sorti en Direct-to-video en 2006 dénommée Esteban et Zia : à la recherche des sept cités d'or.

## Personnages
- Estéban de Sandoval : un adolescent cartographe. Innocent et désireux de cartographier des lieux que personne n'a vu avant lui, il se laisse finalement corrompre par la soif de l'or. Il a de l'amitié pour Zia mais ne semble pas s'apercevoir de l'amour qu'éprouve probablement l'adolescente pour lui.
- Zia Troyano : une adolescente, guide local. Curieuse de tout et notamment des cartes d'Esteban, bavarde, têtue, un garçon manqué aux longs membres maigres. Esteban la prend d'abord pour un garçon. Elle garde un petit animal avec elle, un aguatil (un rat-kangourou). Les chevaux et les cartes dessinées par Esteban la fascinent. Elle semble amoureuse de l'adolescent, mais se détourne de lui quand celui-ci est pris par la soif de l'or.
- Capitaine Blas de Mendoza (inspiré de Antonio de Mendoza) : un aristocrate à la recherche de l'or. Charismatique, doué d'une grande force de caractère, il est pourtant dominé par la soif de l'or. Il sait manipuler les gens par la parole, et fait usage de la force sans scrupule si cela sert ses plans.
- Père Francisco : un prêtre. L'or ne l'intéresse pas, il ne pense qu'à convertir par la douceur pour sauver les âmes. Il boîte et se décrit lui-même comme « tordu ».
- Roa et Zuñiga : les acolytes de Mendoza. Roa est décrit comme gros et très fort. Son caractère est assez mauvais.
- Torres : un écuyer au service de Mendoza durant une partie du voyage, voleur et menteur.
- Tigre : un chien récupéré par Mendoza, doux de caractère, que son nouveau maître va dresser pour en faire un chien de garde et d'attaque. Il jouera un rôle tardif dans l'intrigue.

## Résumé
L'intrigue est double. On suit d'une part le procès du jeune cartographe Esteban de Sandoval, accusé du meurtre du Capitaine Mendoza et d'avoir volé le cinquième du trésor dû au roi, et d'autre part les événements qui ont précédé le procès : le voyage d'Esteban et des conquistadors à la recherche des Sept Cités d'Or de Cibola. Le lecteur est tenu en haleine par l'intrigue policière (Esteban a-t-il tué Mendoza, sera-t-il acquitté ?) et par l'intrigue liée à un trésor en or, dont le jeune homme connaitrait l'emplacement.
Le roman s'inspire de personnages historiques réels, liés à l'exploration du Nouveau-Mexique et à la recherche en 1539 des hypothétiques Cités d'Or de Cibola : le Vice-roi Antonio de Mendoza et l'esclave nord-africain Esteban de Dorantes. L'histoire proposée est fictive mais située dans un cadre crédible et documenté, sans aucun élément merveilleux ou de science-fiction.

## Adaptation télévisuelle
Le livre a inspiré la série animée de 1982 Les Mystérieuses Cités d'or. Si certains personnages conservent leur nom du livre et si leur quête de richesses est maintenue, les similitudes s’arrêtent toutefois là, la série animée évoluant davantage vers le fantastique et la science-fiction. De plus, alors que l'histoire du dessin animé se déroule en Amérique du Sud (sur les territoires de l'empire inca, de l'Amazonie et de la civilisation maya), celle du livre se situe en Californie et au Nouveau-Mexique. La quête du personnage principal s'avère très différente : soif d'aventure (puis de l'or) pour l'Esteban du roman, recherche du père et des origines pour l'Esteban de la série.
Quelques épisodes se retrouvent néanmoins dans les deux œuvres : l'illusion provoquée par un coucher de soleil qui donne à la pierre des bâtiments l'aspect d'une cité d'or pendant un court instant (épisode 17), le rituel maya consistant à jeter de la poussière d'or au fond d'un lac au cours d'une cérémonie religieuse et la destruction de la retenue d'eau (épisode 25).
Personnages correspondants
- Esteban : surnommé le « fils du soleil », un adolescent d'une douzaine d'années, passager clandestin d'un bateau en partance d'Espagne pour le Nouveau Monde à la recherche de son père. L'Esteban du roman a seize ans, un métier (cartographe) et une filiation connue.
- Zia : une fille inca de douze ans kidnappée dans le but de guider les conquistadors. Elle est très différente de la Zia du roman, dont toutes les caractéristiques marquantes (un physique longiligne, un caractère bavard, curieux et têtu, un animal de compagnie) ont été transférées sur Tao, personnage créé pour la série.
- Mendoza : un navigateur aventurier, fortement motivé par la recherche des légendaires cités d'or et aux intentions et sentiments ambivalents. Il est toutefois présenté bien plus positivement que dans le roman, et évolue différemment.
- Père Rodriguez : le supérieur de la cathédrale de Barcelone, qui a élevé Esteban une fois celui-ci recueilli (présent uniquement dans le premier épisode). C'est peut-être un écho du bon Père Francisco du roman.
- Sancho et Pedro : les sbires de Mendoza, ils forment un duo comique, inspiré de Roa et Zuñiga.

## Prix et récompenses
- 1967 : Médaille Newbery Livre
- 1970 : Jugendbuchpreis[1]

## Éditions francophones
France
- Scott O'Dell, La Route de l'or, Flammarion, coll. « Castor Poche », 1993, 480 p. (ISBN 9782081622845)
- Scott O'Dell, Les Mystérieuses Cités d'Or : La Route de l'Or, Kazé, 2013, 317 p. (ISBN 9782820306203)